# Алессандро Альберти
Алессандро (итал. Alessandro Alberti; ум. 1286 год) — флорентийский государственный деятель из рода Альберти, гвельф. Граф Альберти в конце XIII века.

## Биография
Алессандро был сыном Альберто V и Гвалдрады Гвиди. После смерти отца в 1250 году он вместе со своим братом Гульельмо унаследовал 9/10 часть его владений, а оставшиеся 1/10 досталась его старшому брату Наполеоне. Кроме того Наполеоне был приверженцем партии гибеллинов, в то время как Алессандро был гвельфом. Это, а также несправедливый раздел наследства привело к долгой, напряженной войне между братьями.
Недолгосрочное перемирие между братьями было достигнуто в 1280 году году при посредничестве кардинала Латино Орсини. Однако уже в 1282 году война возобновилась. Будучи обманом изгнанным из своих владений в Валь-ди-Бизенцио Наполеоном, Алессандро вероломно напал на своего брата, и в пылу схватки они убили друг друга.. Из-за этого они были упомянуты Данте Алигьери в «Аде» как примеры худших предателей своих родственников. Упоминается, что они продолжают свою братоубийственную ненависть, вечно сталкиваясь лбами в круге ада Каина (Гл. XXXII, с. 57).
Их сыновья заключили мир в 1286 году.